# آراشي
أراشي (تُترجم إلى "العاصفة" باللغة اليابانية) هي فرقة فتيان يابانية تتألف من خمسة أعضاء تم تشكيلها تحت وكالة المواهب Johnny & Associates. تتكون المجموعة من ساتوشي أونو، شو ساكوراي، ماساكي أيبا، كازوناري نينوميا، وجون ماتسوموتو. تشكلت أراشي رسميًا في 15 سبتمبر 1999 في هونولولو، هاواي، وصدر أول ألبوم لهم في 3 نوفمبر 1999.
أصدرت المجموعة عن طريق شركة الانتاج بوني كانيون إنك ألبوم استوديو واحد وستة أغانٍ فردية - بدءًا من أول أغنية فردية لهم عام 1999 قبل الانتقال إلى علامة Johnny الفرعية J Storm في عام 2001، والتي تم إعدادها لتلبية إصداراتهم المستقبلية. على الرغم من المبيعات المذهلة لأغنيتهم المنفردة لأول مرة، والتي اقتربت من المليون، فقد سعت فرقة أراشي إلى مزج أصوات البوب والأصوات البديلة/المعاصرة في موسيقاهم، وحصلوا على قاعدة جماهيرية ضخمة. ومع ذلك، شهد نجاحهم التجاري مبيعات بطيئة تجاريًا.

## وصلات خارجية
- آراشي على موقع IMDb (الإنجليزية)
- آراشي على موقع ميوزك برينز (الإنجليزية)
- آراشي على موقع أول ميوزيك (الإنجليزية)
- آراشي على موقع ديسكوغز (الإنجليزية)
- آراشي على موقع ديسكوغز (الإنجليزية)
- آراشي على موقع قاعدة بيانات الفيلم (الإنجليزية)
- آراشي على موقع ANN person (الإنجليزية)